# Negocio sustentable
Los negocios sustentables o negocios sostenibles son un tipo de empresa que "en el corazón de su modelo de negocios combina el objetivo de generar retorno económico y, a la vez, con la misma importancia, impacto positivo en el ambiente y la sociedad". También se denomina empresas de triple impacto o triple resultado positivo, entendiendo que tienen impacto positivo económico, social y ambiental. A diferencia de las empresas o negocios tradicionales, su foco está entonces en optimizar el retorno económico y no en maximizar las ganancias a cualquier costo.  
Existen varias maneras de comprobar y certificar que un negocio o empresa es sostenible, siendo la más reconocida a nivel internacional la certificación de Sistema B
En las comunidades se manifiestan infinidad de oportunidades para desplegar estrategias ambientalistas tomando en consideración las organizaciones, el entorno (naturaleza). El desarrollo industrial, impone a los gobiernos y las empresas desarrollar procesos sustentables (circulares) donde todo lo que se consuma, produzca, utilice, se aproveche o recircule disminuyendo con esto el impacto ambiental.
En todo proceso, aparecen desechos sólidos, líquidos, gaseosos, radiactivos que deben ser aprovechados o controlados para evitar perjuicios ambientales o el deterioro del equilibrio ecológico.
El futuro demanda de eco-empresas o Corporaciones verdes, que trabajen en la instauración de “Sistemas de Gestión Ambientales” en las que se cree valor con los desechos (aproveche todo); y se instaure una nueva manera de pensar y actuar (filosofía). Empresas que desarrollen estrategias sostenibles en congruencia con el conocido ciclo de Deming: Planear > Hacer > Verificar > Actuar. Estableciendo pasos que conlleven a la eficiencia PML (producción más limpia) donde se elimine el impacto medioambiental y sobre todo, orientadas a “tocar las comunidades” uniendo voluntades para lograr la deseada “sostenibilidad”.
Basamento sobrenatural:
La vida en la Madre Tierra no existiría si no fuera por la ubicación precisa del planeta en la galaxia Vía Láctea, su sistema solar, así como su órbita, inclinación, velocidad de rotación y la Luna; la existencia de un campo magnético, su atmósfera que forman un doble escudo protector; ciclos, corrientes naturales que irrigan y purifican la reservas de agua que tomamos y aire que respiramos en este Planeta Tierra.
Los soportes y envases:
Los soportes, envases de productos y servicios que se pongan a la disposición de los clientes deben cumplir sus funciones fundamentales de: protección, promoción del producto en si; a la vez que estimulen la recirculación y cuidado ambiental en sus formas fundamentales de aplicación: propiciando la recogida, recirculación y las acciones ambientales comunitarias en las que participen las pequeñas y medianas empresas situadas en cada localidad.
No construiremos naciones sustentables, si no somos capaces de cuidar el medio ambiente: aire, mares, bosques, ríos, lagunas y salvaguardemos los ecosistemas, permitiendo la circulación de los fluidos, restaurando el metabolismo circular de los pueblos y ciudades en nuestra Madre Tierra.